# Вересень 2021
Вересень 2021 — дев'ятий місяць 2021 року, що розпочався у середу 1 вересня та закінчився у четвер 30 вересня.

## Події
- 1 вересня
  - Українсько-американські відносини: у Білому домі вперше відбулась зустріч президента США Джо Байдена та президента України Володимира Зеленського. За її результатами оприлюднено спільну заяву щодо стратегічного партнерства.[1]
- 2 вересня
  - У Центральній та Північній Америці пронісся ураган «Іда». В Нью-Йорку через повені, викликаного дощами, оголошено режим надзвичайної ситуації[2].
- 3 вересня
  - У Києві в костелі святого Миколая виникла пожежа, вогнем пошкоджений дах і згорів орган, жертв немає[3].
  - Україно-американська компанія Firefly Aerospace запустила ракету Alpha, політ було перервано через 2 хвилини, ракету було підірвано через втрату керованості[4]
  - На Східному економічному форумі[ru] підписано угоду про будівництво нового міста Спутник за 30 кілометрів від Владивостока[5].
  - Прем'єр-міністр Японії Йосіхіде Суга оголосив, що не буде переобиратися на пост глави правлячої Ліберально-демократичної партії, це означає, що політик перестане займати пост прем'єр-міністра[6].
- 5 вересня
  - На Літніх Паралімпійських іграх 2020, що пройшли в Токіо, найбільшу кількість нагород здобули спортсмени Китаю. Українські спортсмени — на шостому місці. Найтитулованішим спортсменом став український плавець Максим Крипак.[7]
  - В Гвінеї, внаслідок військового перевороту і ув'язнення президента Гвінеї Альфа Конде, президентом став полковник Мамаді Думбуя'[8].
- 6 вересня
  - На 88-му році життя помер відомий французький кіноактор Жан-Поль Бельмондо[9].
- 8 вересня
  - В Індонезії в м. Тангеранг у результаті пожежі у в'язниці загинуло 46 людей[10].
- 9 вересня
  - Президенти Володимир Путін та Олександр Лукашенко домовилися про створення Союзної держави Росії і Білорусі[11].
  - В Ісландії почав працювати найбільший у світі завод з вилучення вуглекислого газу з атмосфери[12].
- 10 вересня
  - Російська компанія «Газпром» оголосила про завершення будівництва «Північного потоку-2»[13]
  - Американський суд зобов'язав Apple Inc. дозволяти стороннім розробникам додатків використовувати альтернативні методи оплати в обхід App Store[14]
- 11 вересня
  - Золотого лева 78-го Венеціанського міжнародного кінофестивалю отримала драма французької режисерки Одрі Діван «Подія»[15]
- 12 вересня
  - Переможцями Відкритого чемпіонату США з тенісу 2021 стали: серед чоловіків — росіянин Данило Медведєв, серед жінок — британка Емма Радукану[16].
- 14 вересня
  - Американська компанія Apple Inc. представила новинки, серед них — IPhone 13[17].
- 15 вересня
  - Австралія, США та Велика Британія утворили військовий альянс, спрямований на протидію експансіонізму КНР в Індо-Тихоокеанському регіоні[18].
- 16 вересня
  - Захід-2021: відбулися масштабні спільні стратегічні навчання Збройних сил Російської Федерації і Республіки Білорусь[19].
  - Здійснено запуск місії Inspiration4 компанії SpaceX із чотирма членами екіпажу. Її запуск профінансував американський бізнесмен Джаред Айзекман. Це перша космічна місія з повністю цивільним екіпажем.[20].
- 17 вересня
  - На Землю успішно повернувся китайський космічний апарат Шеньчжоу-12 із трьома космонавтами на борту. Вони протягом трьох місяців перебували на китайській космічній станції і це був найбільш тривалий космічний політ китайських космонавтів.[21]
  - Президент України Володимир Зеленський присвоїв звання Героя України найтитулованішому спортсмену літніх Паралімпійських ігор 2020 Максиму Крипаку[22]
- 19 вересня
  - У Російській Федерації пройшов Єдиний день голосування — відбулися вибори до Державної думи, глав 12 суб'єктів Федерації і вибори депутатів законодавчих органів державної влади в 39 суб'єктах Російської Федерації.
  - У Лос-Анджелесі, США, відбулася 73-та церемонія нагородження телевізійної премії «Еммі». Найбільшу кількість нагород здобув стрімінговий сервіс «Netflix». Найкращим драматичним серіалом названо «Корона» (Netflix), найкращим комедійним серіалом — «Тед Лассо» (Apple TV).[23]
  - Переможцем Чемпіонату Європи з волейболу серед чоловіків стала збірна Італії[24].
  - На Канарському острові Ла Пальма почалося виверження найбільшого в Іспанії вулкану[25]
  - Американська місія Inspiration4 приводнилася в океані[26]
- 20 вересня
  - У результаті масового вбивства в Пермському державному університеті загинуло 8 людей, ще 20 отримали поранення[27].
  - На острові Ла Пальма (Канарські острови, Іспанія) сталося виверження вулкана Кумбре В'єха. Понад 5000 людей евакуювали з муніципалітетів Ель-Пасо, Лос-Льянос де Арідане, Фуенкаліенте і Тазакорте.[28]
  - Акції китайського холдингу Evergrande Group впали на 10 % через повідомлення про борги на 305 млрд дол[29].
- 22 вересня
  - Донецький «Шахтар» став переможцем Суперкубку України з футболу 2021 — у фіналі він переміг київське «Динамо»[30].
  - Обстріляли авто Сергія Шефіра, поранено водія Шефіра[31]
- 23 вересня
  - Коронавірусна хвороба 2019 в Україні: в Україні почала діяти «жовта» зона карантину[32].
- 25 вересня
  - Олександр Усик переміг Ентоні Джошуа та виграв титули чемпіона WBA (Супер), IBF, WBO та IBO у важкій вазі[33].
- 26 вересня
  - На виборах до Бундестагу 2021 перемагає Соціал-демократична партія Німеччини (СДПН), набравши 25,7 % голосів; за блок ХДС/ХСС проголосували 24,1 % виборців.[34].
- 27 вересня
  - Премію імені Вацлава Гавела за 2021 рік отримала білоруська опозиціонерка Марія Колесникова[35].